# Dynastie Vukanović
La dynastie Vukanović (serbe cyrillique : Вукановић, pluriel : Vukanovići / Вукановићи), également connue sous le nom d'Urošević (serbe cyrillique : Урошевић, pluriel : Uroševići / Урошевићи), est une dynastie médiévale serbe qui règne sur la Rascie et la Zachlumie entre la fin du XIe siècle et le milieu du XIIIe siècle. Cette maison semble issue des Vojislavljević, qui règnent antérieurement sur les domaines serbes. La dynastie est continuée par celle des Nemanjić, qui en sont peut-être issus.

## Histoire
Le nom de Vukanović est lié au fondateur de la lignée, Vukan. Toutefois, la dynastie se nommait elle-même également Urošević d'après le neveu de Vukan, Uroš Ier, le plus puissant et célèbre de ses souverains.
Les souverains de la dynastie se répartissent en deux branches : la lignée de Rascie et la lignée de Zachlumie. Les souverains de Rascie se donnaient le titre de « Grand Joupan » ou « Grand Prince de Rascie » depuis l'origine, pendant que ceux de Zachlumie adoptent le titre de Duc de Zachlumie. 
Leurs autres titres comprennent : Ban de Croatie, porté par Beloš de la lignée de Rascie, Prince de Dioclée (Zeta) et de Travonie, portés par Desa de la lignée de Rascie, et Comte de Split, porté par Petar de la lignée de Zachlumie, Duc de Haute Zachlumie, porté par Toljen II de la lignée de Zachlumie, Duc de Zachlumie du sud et Prince du Bord de mer, porté par Andrija de la lignée de Zachlumie.
Selon la Chronique du prêtre de Dioclée, le roi de Dioclée Constantin Bodin prend le contrôle la Rascie vers 1083/1084 et nomme deux princes locaux princes et frères Vukan et Marko, pour gouverner la Rascie. Selon le chroniqueur Mavro Orbini, Bodin partage la Rascie en deux principautés qu'il attribue à Vukan et à Marko.

## Arbre généalogique
- Dynastie Vojislavljević
  - Petrislav, prince de Rascie
    - Vukan (mort en 1112), co grand-prince de Rascie
    - Marko, co grand-prince de Rascie
      - Uroš Ier (mort en 1145), grand-prince de Rascie
        - Uroš II (mort après 1160), grand-prince de Rascie
        - Beloš (mort après 1163), ban de Croatie, grand-prince de Rascie
        - Desa (mort après 1166), grand-prince de Serbie
        - Hélène, épouse Béla II de Hongrie

La manière dont Zavida est lié au reste de la dynastie est incertaine ; il est peut-être un fils d'Uroš Ier.
- Zavida, prince de Zachlumie
  - Tihomir (mort en 1169), grand-prince de Rascie
    - Stefan Prvoslav, fondateur du monastère de Đurđevi Stupovi

  - Stracimir (mort après 1189), prince de Morava occidentale
  - Miroslav (mort en 1196 ou 1199), prince de Zachlumie
    - Toljen Ier, prince de Zachlumie
      - Toljen II, prince de Zachlumie

    - Andrija, prince de Zachlumie
      - Radoslav, prince de Zachlumie

    - Petar, prince de Zachlumie

  - Stefan Nemanja (vers 1113-1199), grand-prince de Rascie
    - Dynastie Nemanjić

## Articles liés
- Vojislavljević
- Nemanjić